# River Hindburn
Der River Hindburn entsteht nördlich des White Hill aus dem Zusammenfluss von Dale Beck, Middle Gill und Withray Beck, die an seinem Nordhang im Forest of Bowland entstehen. Der Fluss fließt in nördlicher Richtung. Bei Wray mündet der River Roeburn in den River Hindburn, der danach östlich von Hornby in den River Wenning mündet.